# 2-cloro-1,3-propandiolo
Il 2-cloro-1,3-propandiolo, conosciuto anche come 2-MCPD, è un composto organico clorurato. È un sottoprodotto chimico che può formarsi negli alimenti. In particolare si forma quando gli oli vegetali vengono sottoposti a raffinazione ad alte temperature (200 °C)..